# Zemun
Zemun (srbskou cyrilicí Земун, německy Semlin, maďarsky Zimony) je jednou z městských částí Bělehradu, hlavního města Srbska.

## Geografie
Rozkládá se na samém severozápadě Bělehradu, na břehu Dunaje za Novým Bělehradem. Zemun je znám jako ta část Bělehradu, která je v naprostém kontrastu ke zbytku města, neboť se jedná o maloměsto inkorporované do milionové metropole. Zemun se nachází v jihovýchodním cípu historického území Sremu na pravém břehu Dunaje, nedaleko od ústí Sávy.
Územně, historicky, politicky, kulturně a ekonomicky, stejně jako z dopravního hlediska je vázán na Bělehrad, jehož formální součástí je od roku 1934. Je významným průmyslovým centrem v Srbsku; nacházejí se tu závody na zpracování kovů, textilu, kůže a výroby obuvi, chemicko-farmaceutické, jakož i dřevozpracující. Zemun je také dopravní a říční křižovatkou.
V současné době se rozšiřuje směrem na západ a jihozápad, kde se spojuje v jeden urbanický celek s Novým Bělehradem. Hranici mezi výškovými budovami Nového Bělehradu a rakousko-uherskou zástavbou města Zemunu tvoří ulice Žarka Miladinovića a Marka Madžagalja.

## Historie
Zemun byl původně součástí Rakousko-Uherska jako uherské město (Zimony). Díky své blízkosti k Bělehradu získal již v dobách existence Rakousko-Uherska značný význam. Byla sem zavedena železniční trať. Za první světové války zde docházelo ke střetům mezi Rakousko-Uherskem a Srbskem.
V moderní době byl také znám podle místního tzv. zemunského klanu, který bývá obviňován z řady zločineckých aktivit v zemi.

## Památky
- Ičkův dům (Ичкова кућа)
- Budova leteckého velitelství (Зграда команде ваздухопловства)

## Galerie

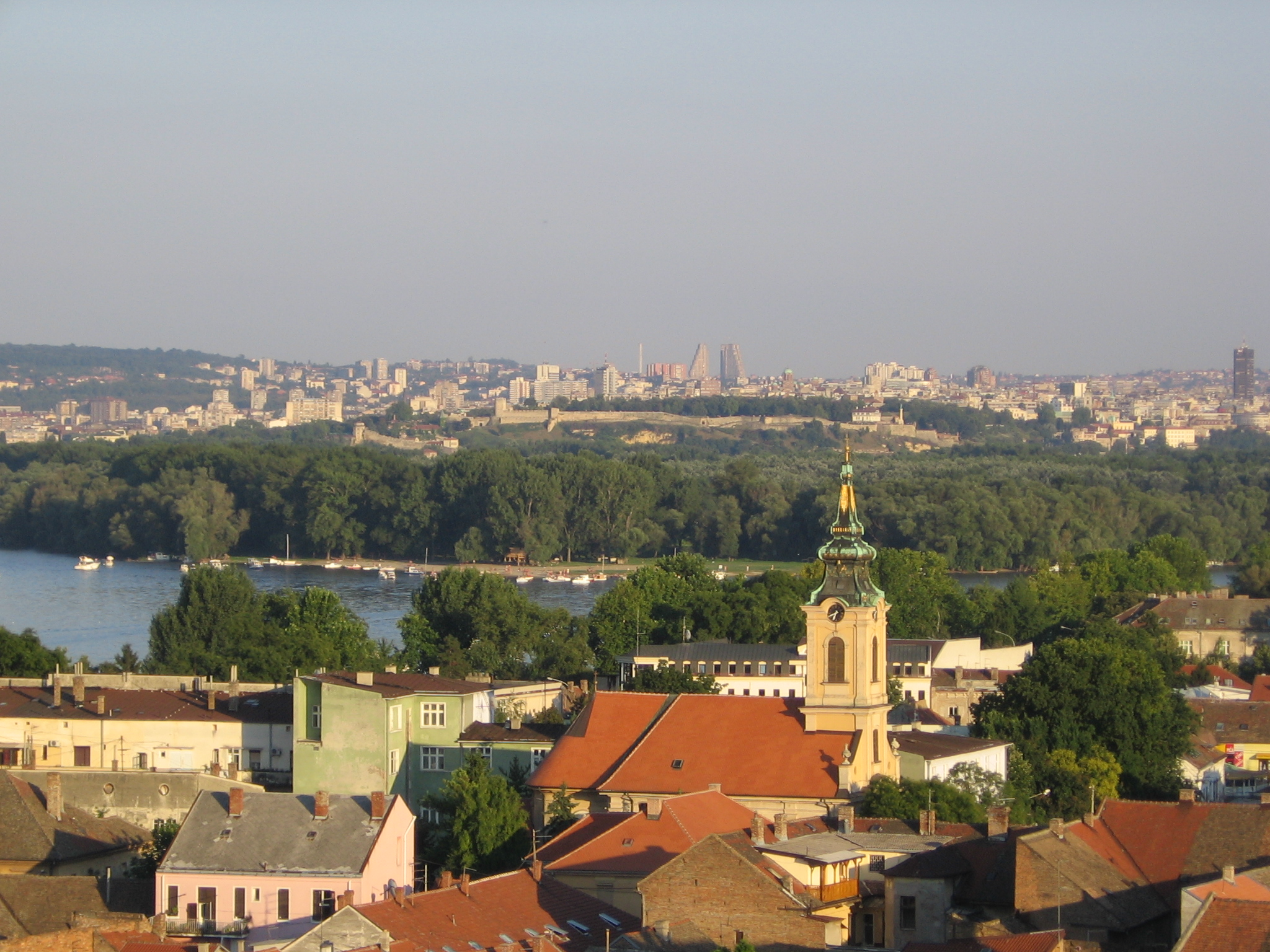
Zemun v popředí,
zbytek Bělehradu v pozadí